# باري جونستون
باري جونستون (بالإنجليزية: Barry Johnston)‏ (28 أكتوبر 1980 بدبلن في جمهورية أيرلندا - ) هو لاعب كرة قدم أيرلندي في مركز الوسط. لعب مع غلينافون ونادي شامروك روفرز ونادي كليفتونفيل ونادي كوليرين وCarrick Rangers F.C. ‏.

## وصلات خارجية
- باري جونستون على موقع قاعدة بيانات كرة القدم.إي يو (الإنجليزية)